# トリュフ

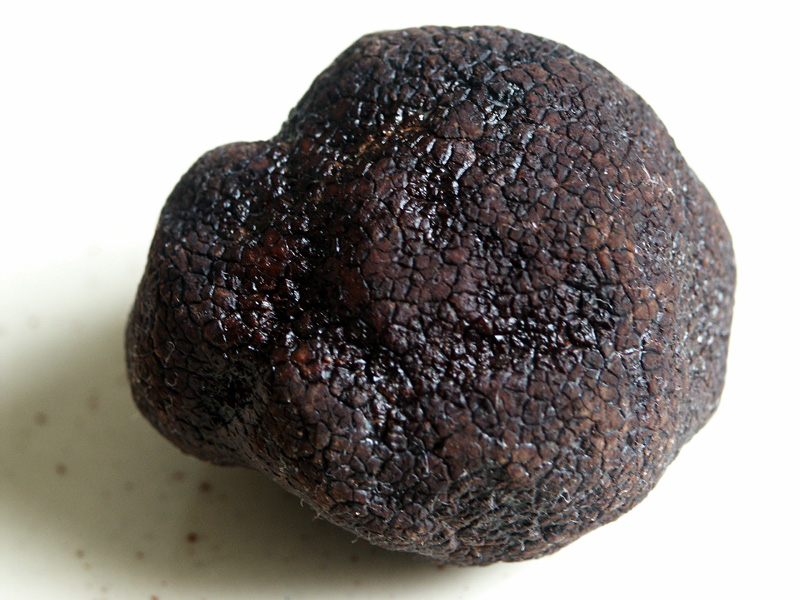
黒トリュフ（Tuber melanosporum ）

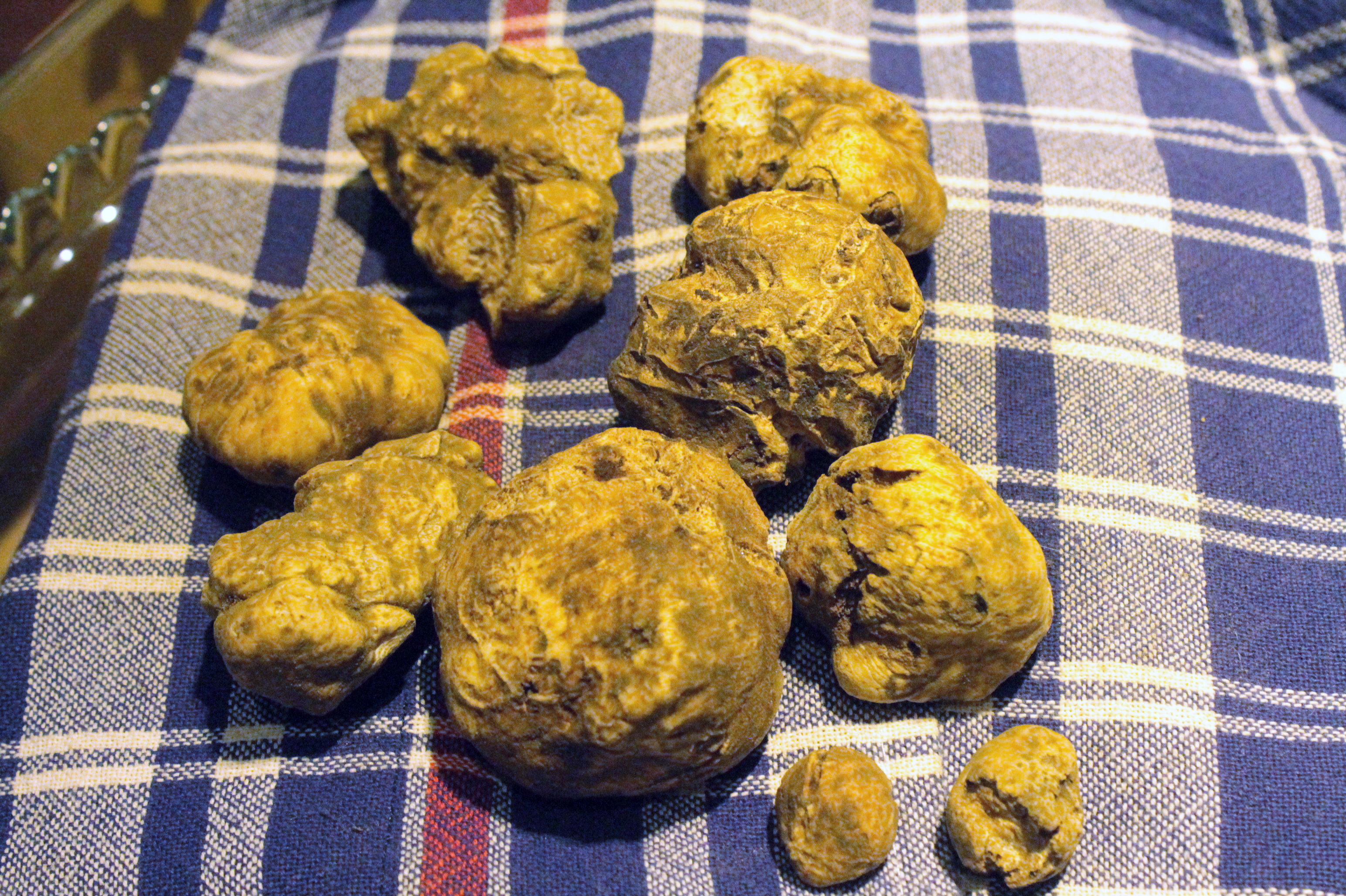
サン・ミニアートの白トリュフ

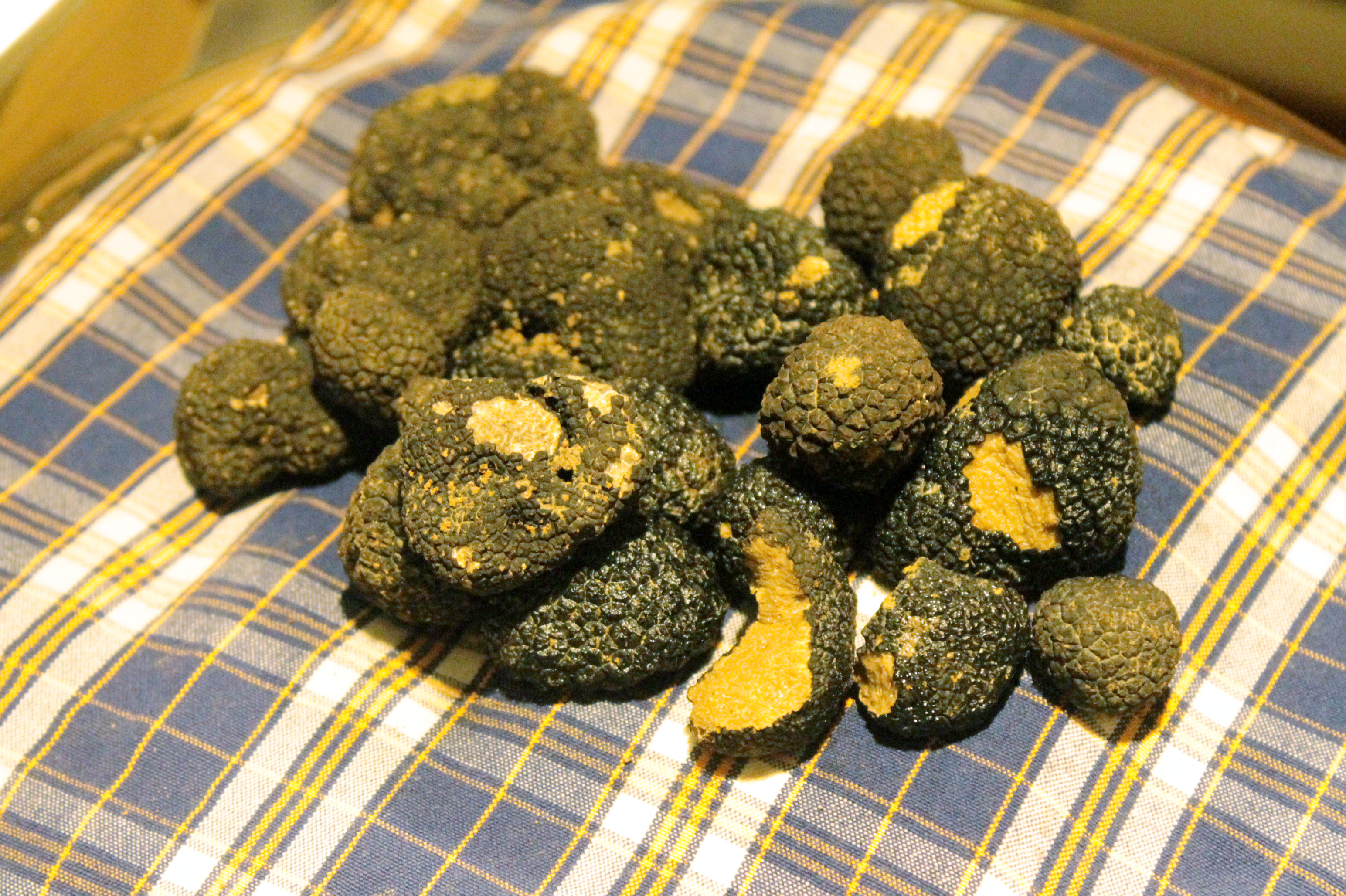
サン・ミニアートの黒トリュフ

トリュフ（フランス語: truffe）とは、地下に生息する子嚢菌の子実体のことで、主にセイヨウショウロ（Tuber）属の多くの種のうちの一つである。セイヨウショウロ属以外にも、Geopora、Peziza、Choiromyces、Leucangiumなど100以上の属がトリュフに分類されている。これらの属はPezizomycetesとチャワンタケ目（Pezizales）に属している。トリュフに似るRhizopogonやGlomusといった担子菌類は、Pezizalesから除外されている。
トリュフは外菌根なので、通常は樹木の根に密着して生息している。胞子の散布は、菌類を食べる動物（Fungivore）によって行われる。これらの菌類は、栄養素の循環や乾燥に対する耐性など、生態学的に重要な役割を果たしている。
トリュフの中には食用として珍重されるものもある。フランスの美食家ジャン・アンテルム・ブリア＝サヴァランは、トリュフを「キッチンのダイヤモンド」と呼んだ。食用のトリュフは、フランス料理をはじめとする各国の料理で高級食材として使用されている。トリュフは自然の生息地で収穫されるほか、栽培されている地域もある。

## 生態
子実体は、少なくとも初期には地下（深さはおおむね5-40センチメートル程度）に形成されるが、成熟するとしばしば地上に現れる。胞子の分散には、哺乳類（リス、ノネズミ、モモンガ等）やある種のハエ（たとえばAnisotoma cinnamomea Panzer、あるいは俗にトリュフバエmouches à truffe と呼ばれるSuillia pallida Fallénなど）が関与しているといわれている。
少なくともTuber 属に含まれる種は全てが外生菌根を形成し、ナラ属（Quercus）やブナ属（Fagus）、カバノキ属（Betula）、 ハシバミ属（Corylus）、クマシデ属（Carpinus）、ヤマナラシ属（Populus）あるいはマツ属（Pinus）などの樹木の細根と共生している。また、ハンニチバナ科（Cistaceae）に属するハンニチバナ属（Helianthemum）やゴジアオイ属（Cistus）などの植物の多くもまた、Tuber 属の菌との間で外生菌根を形成する。
Terfezia 属についてはカヤツリグサ科ヒゲハリスゲ属（Kobresia）の一種や、ハンニチバナ属のいくつかの種との間に共生関係を持つとの報告があるが、菌根の形態は Tuber 属のものとは異なるという。
雷の落ちた場所ではトリュフがよく育つ事が経験的に知られているが、これは落雷による高電圧の印加により窒素が固定され、生じた亜硝酸塩が養分になるからとする研究がある。

## 種類
トリュフは大まかには黒トリュフと白トリュフに分けられる。特にフランス産のペリゴール・トリュフ（黒トリュフ、T. melanosporum Vitt.）とイタリア産の白トリュフ（T. magnatum Pico）が珍重され、他にも数種のヨーロッパ産セイヨウショウロが食用に採取されている。日本ではクロアミメセイヨウショウロ（T. aestivum Vitt.。ヨーロッパにも分布し、夏トリュフと呼ばれる）やイボセイヨウショウロ（T. indicum Cooke et Massee）などの近縁種が報告されている。中国産のイボセイヨウショウロは、黒トリュフや白トリュフの廉価な代用品として大量に輸出されている。

### 黒トリュフ
黒トリュフはほぼヨーロッパでのみ生産され、中でもフランス（生産の45%）、スペイン (35%) 、イタリア (20%) が多い。スロベニアとクロアチアでも少量生産されている。1900年にはフランスでは約1,000トンの黒トリュフが生産されていた。生産は1世紀にわたり大きく減少し、現在の生産量は通常20トン前後であり、最良の年でも46トンに過ぎない。フランス産のうち80%は南東フランスの上プロヴァンス（ヴォクリューズ県およびアルプ＝ド＝オート＝プロヴァンス県）、ドーフィネの一部（ドローム県）、ラングドックの一部（ガール県）で生産され、20%は南西フランスのケルシー（ロット県）およびペリゴールで生産される。このトリュフは子実体発生の条件が整うと、その地上部には草の生えない「ブリュレ（焼け跡）」と呼ばれる領域を生じる。これは、未解明の物質によるアレロパシー作用である。
季節により収穫できる品種が異なり、夏トリュフ（Tuber aestivum）、秋トリュフ（Tuber uncinatum）、冬トリュフ（Tuber melanosporum）などがある。
中国産黒トリュフは主に雲南省や四川省で収穫されるイボセイヨウショウロ（Tuber indicum）という品種である。世界中に輸出されている。

### 白トリュフ

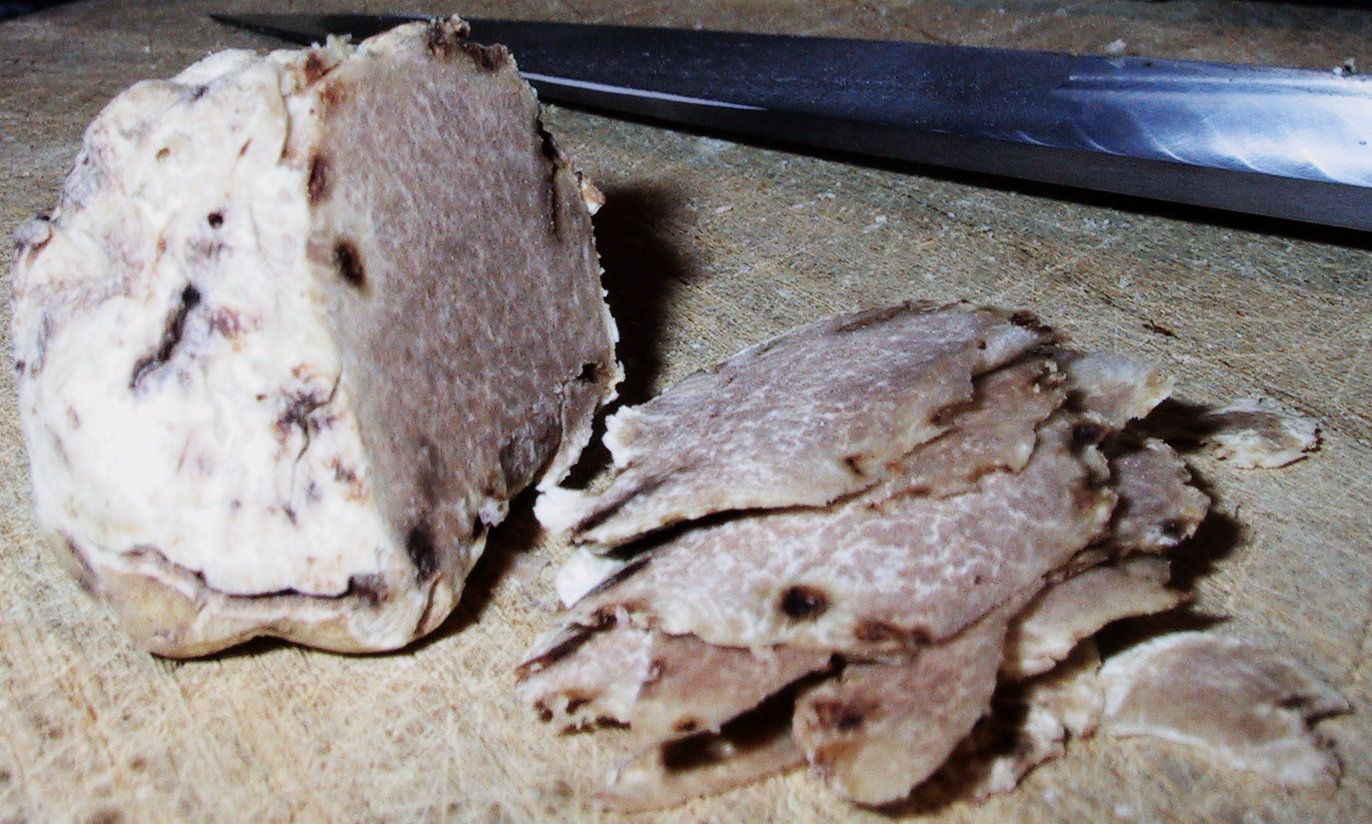
白トリュフ

白トリュフ(Tuber magnatum)は北および中央イタリアに見られ、Tuber borchii (whitish truffle) はトスカーナ州、ロマーニャ地方、マルケ州で見られる。
黒トリュフに比べて産地が限られ、生産量も少ない。白トリュフは黒トリュフよりも香りが高いとされ、そのままスライスしたものが料理に用いられる。
日本にも、白トリュフであるホンセイヨウショウロ（Tuber japonicum）、ウスキセイヨウショウロ(Tuber flavidosporum)などが存在し、その他セイヨウショウロが20種以上存在するとされる。

## 食材としての利用

### 歴史
トリュフという言葉が文献に登場するのは、紀元前16世紀である。古代ギリシャや古代ローマの時代には生態や調理方法、あるいは健康への効能について数多くの文献が記され、ピタゴラスが健康への効能を説いたのが最初であるとされる。しかし、当時のトリュフは現在の黒トリュフとは異なり、テルファスという食用きのこであった。ローマ時代が過ぎるとしばらくトリュフは忘れられた存在となった。再び脚光を浴びるのは14世紀のフランスからで、現在の黒トリュフのことである。
現在、食材として大いに賞揚されている。1825年にジャン・アンテルム・ブリア＝サヴァラン(Brillat-Savarin)はその著書『美味礼讃』の中で、トリュフを「台所のダイヤモンド」と称し、その媚薬としての効能を賞賛した。トリュフの媚薬としての効果は定かではないが、フランス、北部イタリア、イストリア地方の日常の料理、および国際的なグルメ界では今でも高い評価を保っている。
『南仏プロヴァンスの昼下がり』などで知られる作家のピーター・メイルが、トリュフの話題を南仏プロヴァンスを舞台にしたエッセイの中心にすえて、日本でも広く一般にその味覚が話題になるようになった。
2021年、「イタリアにおけるトリュフの探索と採集、伝統的な知識と実践」がUNESCOの無形文化遺産に登録される。

### 収穫
トリュフは地中に埋まっているため、発見し採集するのは容易ではない。そこで、豚や犬の嗅覚を利用する手法がとられる。豚を用いてトリュフを探す場合は雌を用いる。これは、トリュフの香りが雄豚のフェロモンに似ているため、雌の豚が反応するためである。ただし、豚は発見したトリュフを食べてしまうこともある。
イタリアのアブルッツォ州やモリーゼ州などではイヌの嗅覚を活かしてトリュフの収穫が行われている。ただし訓練が必要であり、調教には時間とコストがかかる。ロマーニョ・ウォーター・ドッグという犬種はトリュフ採取に向くため、トリュフドッグとも呼ばれる。

### 調理

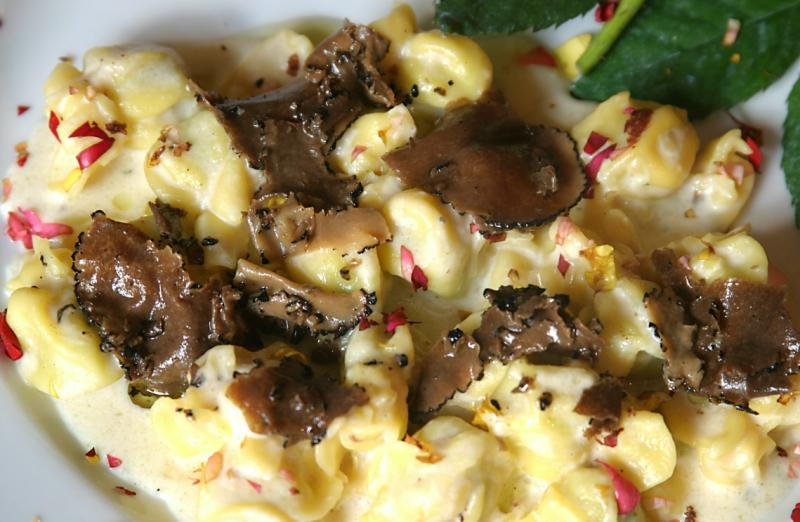
パスタにトッピングされたトリュフ

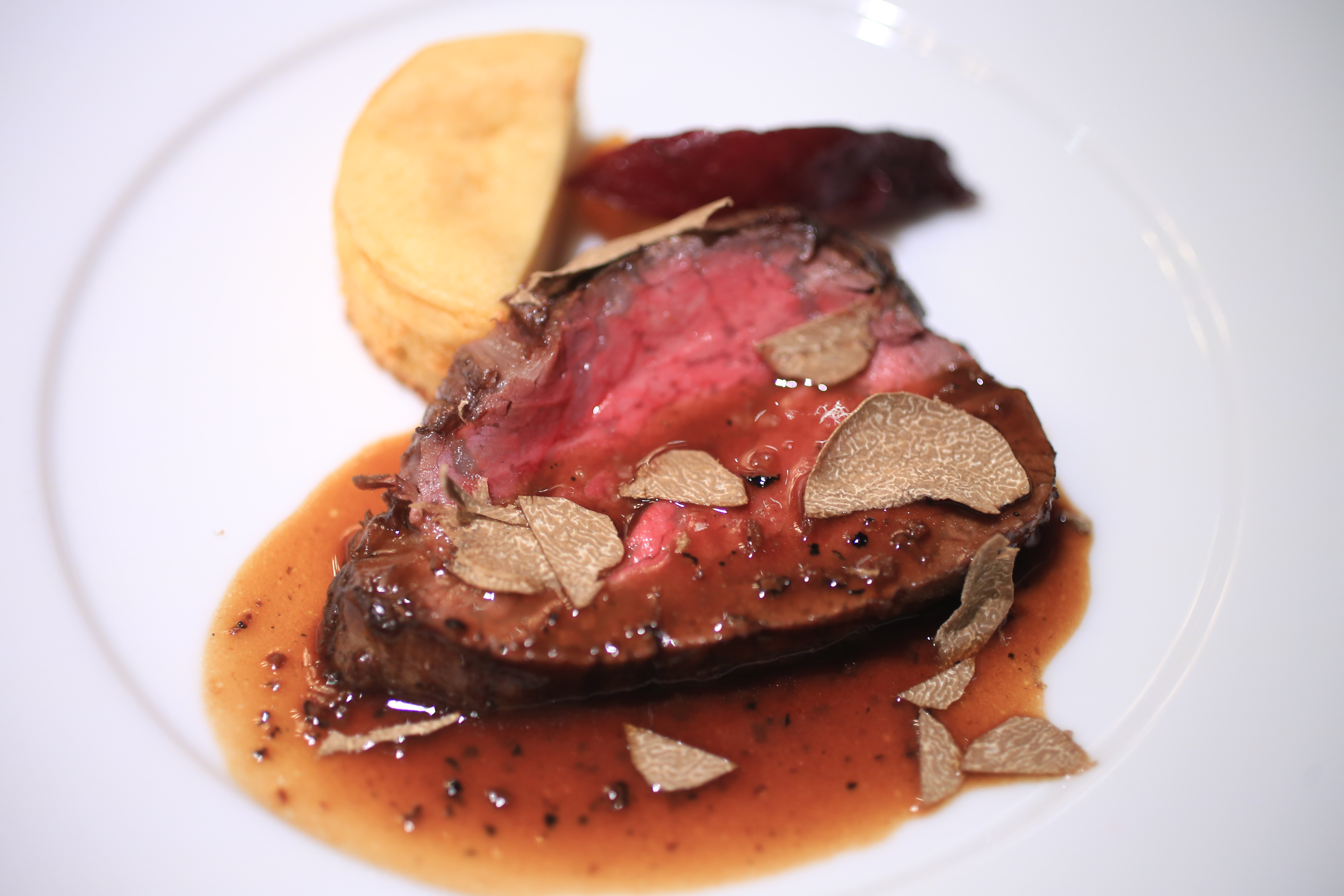
子牛のステーキにトッピングされたトリュフ

トリュフは高価でもあり、特有の香りが主となるため、大量に料理に用いることはまずない。ヒレステーキにフォアグラとトリュフのソテーとを添えた「トゥールヌド・ロッシーニ（ロッシーニ風ステーキ）」などの料理が知られている。白トリュフの香りは刺激が強く、ガソリンや漏れたガスのにおいと形容されることがある。白トリュフは一般に、スクランブルエッグやバターを絡めたパスタ、あるいはサラダなどの上に生のまま削って振りかけて供されることが多い。紙のように薄く削った白または黒トリュフは、肉やローストした鶏の皮の下に忍ばされたり、フォアグラやパテに挟み込まれたりするほか、詰め物に加えられたりする。トリュフを含むチーズも同様である。
黒トリュフの香りは白トリュフよりはるかに刺激が少なく、新鮮な土あるいはマッシュルームを思わせるようなもので、新鮮なときにはその香りはすぐに部屋いっぱいになる。

## 砂漠トリュフ
中東のイラク、シリア、エジプトなどの砂漠でも黒トリュフや白トリュフが採取でき、「砂漠トリュフ」と呼ばれている。各国内で炒め料理や煮込み料理に使われるほか、サウジアラビアやカタールなどペルシャ湾岸諸国にも輸出されベドウィン（遊牧民）などの貴重な収入源となっているが、紛争地帯での収穫には危険も伴う。

## 人工栽培
人工栽培が可能な種とそうでない種があり、高値で取引されている種の菌床栽培には成功していない。

### 発生環境の整備を行う手法
古くから人工栽培の方法が模索されており、ジャン・アンテルム・ブリア＝サヴァランが1825年、栽培への懐疑とともに次のように記している。
教養ある人々がその秘密を探り当てようとし、その種を発見したと思いこんだ。しかし彼らの約束は実現せず、植えても何の収穫もなかった。たぶんこれは結構なことで、トリュフの大きな価値の一つは高価であることであって、もっと安ければこうまで高くは評価されないだろう。
「喜べ友よ」私は言った。「とびきりのレースがとても安く作られるようになるぞ」
「なんてこと」彼女は答えた。「考えても見て、もしも安くなったら、誰がそんなものを身につけるというの？」
しかしながら、1808年、南フランスのヴォクリューズ県アプトのジョゼフ・タロン（Joseph Talon）は、トリュフの宿主となることが分かっているオークの木の下から集めたドングリをその根の間に播くことを思いついた。実験は成功し、数年後、新しく育てたオークの木の周囲の土の中にトリュフが発生した。これ以降トリュフ栽培は急激に拡大し、フランスではtrufficulture（トリュフィキュルテュール、「トリュフ栽培」の意）として知られるようになる。1847年、ヴォクリューズ県カルパントラのオーギュスト・ルソー（Auguste Rousseau）が7ヘクタールにわたってオーク（これもトリュフが発生する木の周りから得たドングリ）を植え、その後、大量のトリュフの収穫を得た。彼は1855年のパリ万国博覧会で賞を得た。
これらの試みの成功は、トリュフの生育に必要な暑く乾燥した気候の石灰岩地帯である南フランスに熱狂をもたらした。19世紀の末に、南フランスのブドウ園が侵入害虫のブドウネアブラムシによって壊滅した。微胞子虫による微粒子病のため南フランスのカイコが壊滅したため、桑園も無用になってしまった。こうして、広大な土地がトリュフ栽培のための空き地となった。トリュフを生産する樹木が何千本も植えられ、1892年のフランス全体での収穫量は2000トンに上がり1890年には750平方キロメートルのトリュフ園があった。
しかし20世紀に入ると、フランスの工業化とそれに伴う郊外への人口の移動により、これらのトリュフ園は放棄されてしまった。第一次世界大戦では従軍した男性の20%以上を失い、これもまたフランスの田園地帯に深刻な打撃を与えた。そのため、トリュフ栽培のノウハウは失われた。さらに、第二次世界大戦までの戦間期には、19世紀に植えられたトリュフ園の寿命が尽きてしまった（トリュフを生産する樹木の生活環は平均30年である）。その結果、1945年以降、トリュフの生産が急減した。1892年には2000トンあった生産量は、現在では通常20トン前後でしかない。1900年にはトリュフは多くの人々に日常的に食べられていたが今ではトリュフは金持ち専用の珍味か、特別な場合にのみ食べられるものに成り下がった（昔は安価だったが今では高級品と化している物として、日本では鯨肉やマツタケ、雑穀と立場が似ている）。この30年間に、トリュフの大量生産のための新しい試みが始められた。現在フランスで生産されるトリュフの80%は特別に育てられたトリュフ園で作られる。にもかかわらず、生産は1900年代の頂点にまでは回復してはいない。地方の農家はトリュフの価格を下げる大量生産への回帰に反対している。しかしながら、大量生産の前途は洋々である。世界市場は現在フランスで生産される量の50倍のトリュフを吸収すると見積もられている。現在トリュフを生産する地域はスペイン、スウェーデン、ニュージーランド、オーストラリア、アメリカ合衆国ノースカロライナ州にある。

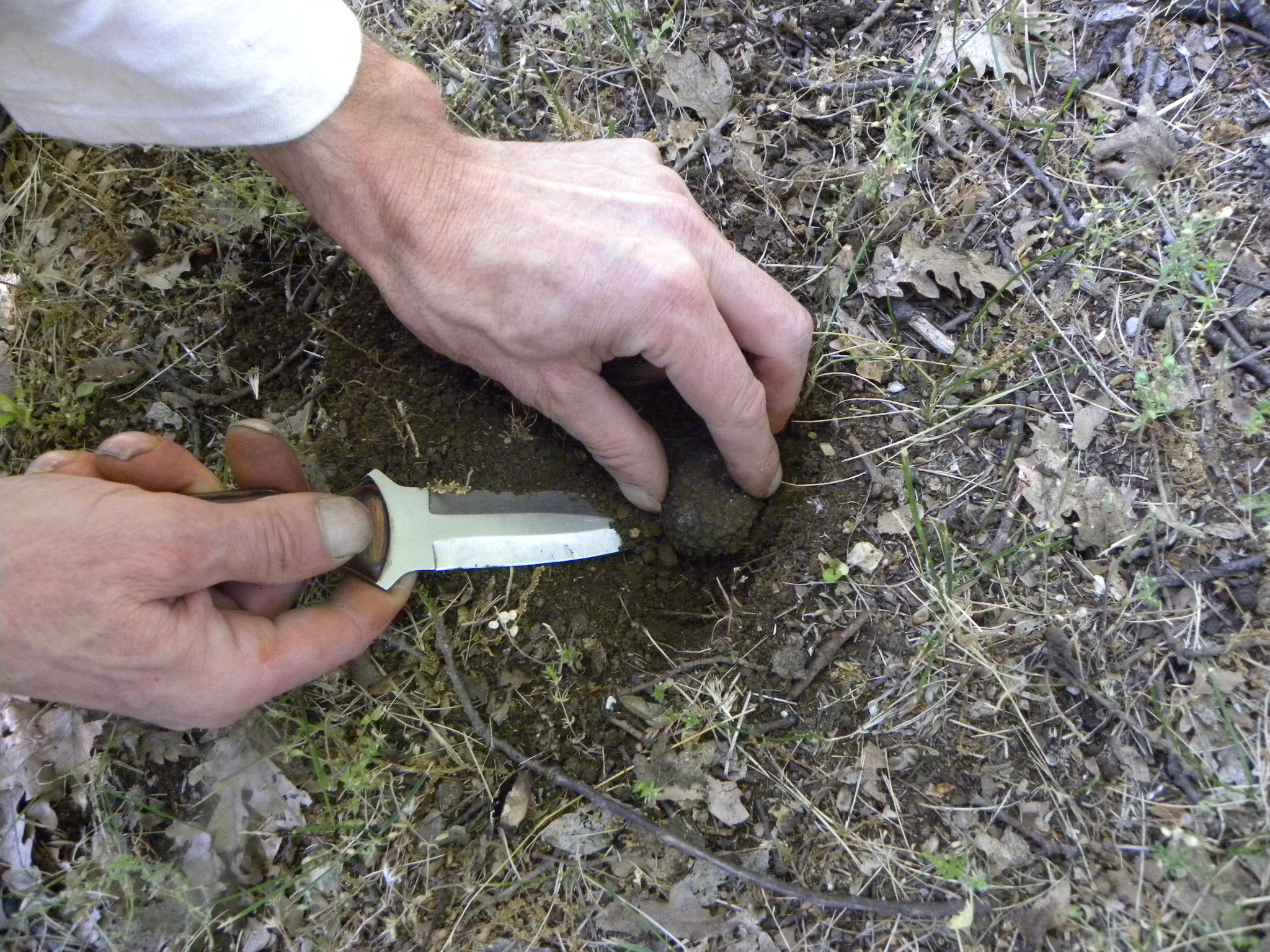
トリュフの採集

前述のように、野外でトリュフを探すときは、ほとんど常に特別に訓練された豚か犬を用いる。豚はかつて最もよく使われたが、現代の農家はトリュフを食べてしまわない犬の方を好む。豚と犬のどちらも鋭敏な嗅覚を持っているが、犬がトリュフの香りについて訓練しなければならないのに対し、雌豚には全く何の訓練も要らない。これはトリュフに含まれる化合物が原因で、雌豚を強く引きつける雄豚の性フェロモンと類似しているためである。

### 林地栽培（菌接種苗木定植による手法）
19世紀から行われている手法で、セイヨウショウロの発生している林に宿主樹木の幼木を植え、苗木の根への菌の感染を待ち、感染後に苗を発生していない場所へ移植する方法。ほかに、宿主樹木の実生苗に子嚢胞子の懸濁液を投与する胞子接種も行われるが、発生開始まで5年程度を必要とする。
日本では2023年、森林総合研究所と岐阜県森林研究所が、国内で初めて黒トリュフの栽培に成功。コナラの苗木にアジアクロセイヨウショウロの菌を接種する手法で達成したもの。この時点で森林総合研究所は白トリュフの栽培も成功している（後述）。

### 菌床栽培
1996年、国際きのこアカデミーと近畿大学農学部の共同研究により世界で初めて菌床方式による人工栽培に成功したと報道されたが、ヨーロッパに産出する種とは別種で日本産品種は香りが薄いため評価は低かったとされている。

### 胞子を含ませた液体による発生促進
日本の森林総合研究所は、ホンセイヨウショウロの胞子を含む液体を根にかけたコナラの苗木を、白トリュフの発生条件を再現した栽培地4ヵ所に2017年から2019年にかけて植樹し、2022年11月に発生を確認したと2023年2月に発表した。10年後に安定生産開始を目標としている。

## 価格
2007年イタリアのトスカーナ地方で重さ1.5キログラムの巨大な白トリュフが発見され、同年12月1日にマカオで開催される慈善オークションに出品されることになった。落札予想価格は15万ユーロ（当時のレートで約2400万円）、実際の落札価格は22万ユーロ（同じく当時のレートで約3600万円）であった。過去50年間で見つかったトリュフとしては最大級というこの白トリュフは、イタリア中部のピサ近郊にあるSAVINITARTUFI社のハンターにより、ナラ類の生立ち木の周囲で見出されたもので、その掘り起こしには1時間以上を要したという。この白トリュフはザ・リッツ・カールトン香港での晩餐会で約150人に披露されたという。